# جشن هنر شیراز
جشن هنر شیراز، گردآورشی بود از اجرای تئاتر، رقص و موسیقی و حتی تعزیه که از سال ۱۳۴۶ تا ۱۳۵۶ در پایان تابستان هر سال در شهر شیراز و تخت جمشید برگزار می‌شد. این جشنواره زیر نظر دفتر مخصوص شهبانو فرح پهلوی با همکاری تلویزیون ملی ایران به ریاست رضا قطبی و معاون وی فرخ غفاری برگزار می‌شد. از این جشنواره بین المللی به عنوان برجسته ترین جریان فرهنگی و هنری در تاریخ معاصر ایران یاد می‌شود و در جهان به عنوان نوآورترین جشنواره‌ ترکیبی هنرهای نمایشی و فرهنگ‌های گوناگون شناخته می‌شود.

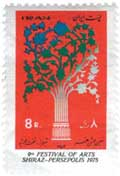
تمبرپستی جشن هنر شیراز ۱۳۵۵

## وظیفه‌های سازمان جشن هنر شیراز
سازمان جشن هنر شیراز در سال ۱۳۴۶ به ریاست فرح پهلوی با ۳۳ نفر وند گروه درستکاران (هیئت امناء) و پنج وند گروه مدیران (هیئت مدیره) و کمیته‌های تئاتر، موسیقی، سینما و نمایشگاه‌ها و دفاتر پروژه‌های فنی، مالی، و پذیرایی و روابط عمومی آغاز به کار کرد. وظیفه‌های این سازمان به شرح زیر بودند:
- تهیه و تدارک برنامه‌های فستیوال نمایشی و موسیقی جشن هنر شیراز
- انجام سایر فعالیت‌های هنری برای عرضه کردن هنر در جنب جشن هنر شیراز
- برقراری پیوندها و همکاری با سازمان‌های جهانی هنری و تبادل برنامه‌های هنری برای جشن هنر شیراز

سازمان جشن هنر شیراز در درازای فعالیت خود بیش از بیست کتاب در زمینه‌های تئاتر، موسیقی و سینما در ایران و جهان به چاپ رسانید.
جشن هنر شیراز هر سال به مدت ۹ الی ۱۱ روز در شیراز و تخت جمشید برپا می‌شد. از سال ۱۳۴۶ تا ۱۳۵۶ در مجموع یازده جشن هنر در شهریورماه برگزار شد. اما آخرین دوره آن در ۲۶ مرداد همزمان با نخستین روز ماه رمضان گشایش یافت.  سازمان جشن هنر برای گسترش هنر و بزرگداشت هنرهای اصیل ملی و به منظور بالا بردن سطح هنر در ایران و بزرگداشت هنر هنرمندان ایران و شناساندن هنر و هنرمندان بیرونی در ایران بنیان شد. در طی دوران برگزاری این جشنواره، هنرمندان بسیاری از نقاط گوناگون جهان به اجرای آثار خود در زمینه‌های مختلف هنری پرداختند، و فرصتی استثنایی و یکتا (تا آن هنگام) در تاریخ ایران و جهان به دست آمد تا هنرمندان سراسر جهان در یک مکان به تبادل فرهنگی بپردازند.
در درازای برگزاری این جشن کوشیدند تا برنامه ریزی دقیق و منظمی برای ورود میهمانان خارجی در نظر گرفته شود ، 
تا بی نظمی و اخلالی در این جشن ها رخ ندهد. 
پاسخگویی سازمان هنر شیراز به یک گروه به ریاست فرخ غفاری سپرده شده بود. فرخ غفاری، که پس از چندی مدیر فستیوال شیراز شد، پیشگامانی را به جستجوی هنرمندان به دورافتاده‌ترین نقاط ایران فرستاد و نقالان، گروه‌های موسیقی و دسته‌های کوچک خیمه‌شب بازی را پیدا کرد. همچنین برای گزینش هنرمندان بیرونی اعضای کمیته از جمله فرخ غفاری و بیژن صفاری رهسپار اروپا شدند و با شرکت در فستیوال‌های اروپایی با کار هنرمندان بزرگی آشنا شدند و آن‌ها را به فستیوال شیراز فراخواندند.

## جشن هنر
هدف از برگزاری جشن هنر شیراز، بزرگداشت و معرفی فرهنگ باختر به خاور و خاور به باختر بود. جشن هنر چون پلی میان هنر خاور و باختر پیوند ایجاد می‌کرد و میعادگاهی برای برخورد هنرهای نمایشی و سنتی و معاصر بود. از آنجا که پدیده‌های نوین اندک اندک شناخت هنر اصیل را برای مردم دشوار می‌ساخت، تنها چنین جشنواره‌ای می‌توانست در بازشناساندن هنر سنتی و اصیل ایران گام‌های سودمندی بردارد. هدف دیگر کوشش برای شناخت هنر نوین در زمینه‌های گوناگون بود و اینکه پژوهش در گوشه‌های هنر ایرانی انجام شود. جشن هنر شیراز در جستجوی راهی بود برای پیوند هنر خاور و باختر و جایی مناسب برای نمایش آخرین و نوین‌ترین کارهای هنری هنرمندان بزرگ جهان. با اینکه مایه اصلی جشن هنر شیراز موسیقی نبود، برنامه‌های موسیقی بخش بزرگی از برنامه‌های جشن بود زیرا موسیقی یک زبان جهانی است. این کوشش برای ایرانی‌ها رد پای ژرفی بر جای گذاشت. در برنامه‌های جشن هنر در حافظیه هنرمندان با ارزش در موسیقی سنتی ایران چون استاد تهرانی و استاد عبادی به دنیای موسیقی ایران و جهان شناسانده شدند. استادان بزرگی چون موریس بژار مردی که می‌توانست آنچه را که اراده کرده با کرشمه‌های باله و سه تار جلال ذوالفنون بیان کند، در طرح و اجرای زیباترین کار هنری خود از شعر های سعدی الهام گرفت و در باله گلستان از توانایی و برد موسیقی ایرانی بهره گرفت و باله ارزنده‌ای را به وجود آورد.

## نخستین جشن هنر
نخستین جشن هنر در روز دوشنبه ۲۰ شهریور ۱۳۴۶ را فرح پهلوی گشود. ارکستر مجلسی تلویزیون ملی ایران به رهبری واهه خوجایان و تک خوانی نسرین آزرمی برنامه را در تخت جمشید با اجرای اثری از آهنگساز قرن ۱۸ ایتالیائی، پِرگولِزی، و اولین اجرای جهانی «کاکوتی، رقصی برای او» ساخته مرتضی حنانه به رهبری خود او افتتاح کرد. این جشن ده روز به درازا کشید. دیگر برنامه‌های جشن هنر در این سال موسیقی سنتی ایرانی و موسیقی کشورهای مشرق زمین، نمایش کهن ایران (نقالی و تعزیه) و موسیقی کلاسیک غربی بود.
اجرای اشعار ایرانی توسط پریسا در حافظیه به موسیقی اصیل ایرانی جلوه ای ویژه بخشید.
از میان گروه‌ها و هنرمندانی که در نخستین جشن هنر بودند می‌توان از یهودی منوهین همراه با ارکستر مجلسی تلویزیون ملی ایران، استاد ولایت خان نوازنده پر آوازه سی تار از کشور هند، ارکستر دومن موزیکال  فرانسه به رهبری ژیلبر آمی  و استادان موسیقی ایران از جمله بهاری، پایور، جلیل شهناز، زرین پنجه، سوگل، علی اکبر شهنازی، عهدیه، قوامی، کسائی، و ناهید، و نمایش کهن ایرانی، تعزیه حُرّ، و یک جلسه شعر خوانی نام برد.

## دومین جشن هنر
دومین جشن هنر شیراز در شهریور ۱۳۴۷ به سبب زمین لرزه فردوس بدون تشریفات و یک روز دیرتر گشوده شد. برای شرکت در این فستیوال از همه سوی جهان هنرمندان و منتقدانی فراخوانده شدند تا از زاویه و فرم‌های گوناگون، موسیقی و هنرهای نمایشی سرزمین‌های خود را به نمایش و بررسی به گزارند.
یانیس گزناکیس ارکستر مجلسی تولوز به رهبری اوریا کمب، سولیست‌های کر رادیو تلویزیون فرانسه به رهبری مارسل کورو، کریستیان فراس و پیر باریزه، ارکستر مجلسی تلویزیون ملی ایران، استاد بسم الله خان نوازنده نامی شهنای از هند، کاتاکالی توسط گروه کالا ماندالام، آرتور روبین اشتاین و استادان موسیقی ایران در دومین جشن هنر هنرآوری کردند.
در این جشن هنر دو تئاتر ایرانی به نام‌های پژوهشی ژرف و سترگ و نو در سنگواره‌های دوره بیست و پنجم زمین‌شناسی کار عباس نعلبندیان و شهر قصه کار بیژن مفید به نمایش گذاشته شد.

## سومین جشن هنر
۱۳۴۸ سال سوم جشن هنر شیراز سال پیام صوت‌ها بود. در این جشن روش جشن هنر برای ایجاد پیوند با جهان هنر، بیش از پیش بر پایه صوت و آوا بود. سوژه جشن سازهای ضربی جهان بود. در این برنامه سازهایی چون تنبک، مردنگان (ساز هندی)، و گملان (ساز از بالی) و طبل رواندایی و بسیاری سازهای دیگر نواخته شدند.
ارکستر ناسیونال فرانسه به رهبری آهنگ ساز ایتالیایی برنو مادرنا، ایون لوریو، ماکس روچ، مارتا آرگریش، گروه ملوس از لندن، کاترین کولار، گروه سازهای ضربی استراسبورگ با نخستین اجرای جهانی پرسفاسا کار یانیس گزناکیس و استادان موسیقی ایران از جمله گروه‌ها و هنرمندانی بودند که در سومین جشن هنر شرکت داشتند. هم‌چنین گروه گاملان از بالی با سازهای خود غوغایی بر پا کردند.

## چهارمین جشن هنر
در سال چهارم ۱۳۴۹، جشن هنر شیراز به نمایش بیش از پیش تکیه کرد. چهارمین جشن هنر با نمایش  ویس و رامین  نوشته مهین جهانبگلو (تجدد) بر پایه آیین و سنت ایرانی و بازسازی‌های آن‌ها بر اساس منظومه عاشقانه‌ای به همین نام اثر فخرالدین اسعد گرگانی آغاز شد.
یرژی گروتوفسکی لهستانی «شاهزاده استوار» اولین نمایش از غرب را در باغ دلگشا به روی صحنه برد، اثری اقتباس شده از کالدرون دلا بارکا در قرن ۱۷ که یکی از بزرگ ترین آثار نمایشی قرن بیستم بشمار می رود. ویکتور گارسیا کارگردان آرژانتینی «کلفت ها» اثر ژان ژُنه فرانسوی را در تالار دانشکده ادبیات دانشگاه پهلوی به نمایش گذاشت و «آتش»، نمایشی در اعتراض به جنگ ویتنام، به کارگردانی پیتر شومان با گروه آمریکایی نان و عروسک در کنار قلعه شیراز اجرا شد.
کوارتت جولیارد، باله ملی سنگال، راوی شانکار نوازنده پر آوازه سیتار از کشور هند، تعزیه مسلم، موسیقی ویتنام، رقص های اصیل هند، و ارکستر مجلسی تلویزیون ملی ایران به رهبری فرهاد مشکات و دیگر استادان موسیقی ایرانی امثال حسین تهرانی، سیمین غانم، فرهنگ شریف، و عبدالوهاب شهیدی از جمله گروه‌ها و هنرمندانی بودند که در چهارمین جشن هنر شیراز شرکت جستند.

## پنجمین جشن هنر
سال ۱۳۵۰ سال برداشت از تجربه‌ها بود و جشن هنر با نگاهی بر گذشته گزیده‌ای از تم‌های پیشین را یک جا گرد آورد. در این جشن کوشش شد که مکان اجرای نمایش از فرم کلاسیک آن بیرون آورده شود. تخت جمشید، نقش رستم، آرامگاه حافظ، گنبد عضد، خانه‌های قدیمی، کاروان‌سراها و قهوه‌خانه‌های شیراز محل اجرای کنسرت‌ها و نمایش‌ها شد. یانیس گزناکیس با نخستین اجرای جهانی "پرسفاسا" غوغا به پا کرد.
موریس بژار دو باله را برای جشن هنر طراحی کرد؛ یکی باله «گلستان» بر اساس گلستان سعدی و دیگری «فرح» تقدیم به فرح پهلوی برای قدردانی از ایشان. کار گلستان موریس بژار از موسیقی سنتی بلوچستان الهام گرفته شده بود. این باله با صدای رضوی سروستانی خواننده ایرانی که به همراهی سه تار جلال ذوالفنون  چکامه‌هایی (شعرها) از مولانا می‌خواند به پایان رسید.
آندره گریگوری و گروه منهتان پراجکت از آمریکا با اجرای آلیس در سرزمین عجایب در یک میوه‌فروشی، شهر شیراز را هیجان‌زده کرد. پیتر بروک با نخستین اجرای جهانی اورگاست نوشته تد هیوز، ارکستر مجلسی مسکو به رهبری رودلف بارشای بر روی سن رفتند.
ارکستر فیلارمونیک کراکوی به رهبری یرژی کاتلویچ، نمایش کهن ایران، ارکستر رزیدانس لاهه، برنو مادرنا آهنگ‌ساز ایتالیایی با نخستین اجرای جهانی تراوش نور،  کاتی بربریان، گراند ماژیک سیرکوس با اجرای زارتان برادر تارزان به کارگردانی ژروم ساواری، جو چایکین و گروه اوین تئاتر و استادان موسیقی ایران هنر آوران پنجمین جشن هنر بودند. بیژن مفید با نمایش ماه و پلنگ جشن هنر شیراز را در تحسین فرو برد.

## ششمین جشن هنر

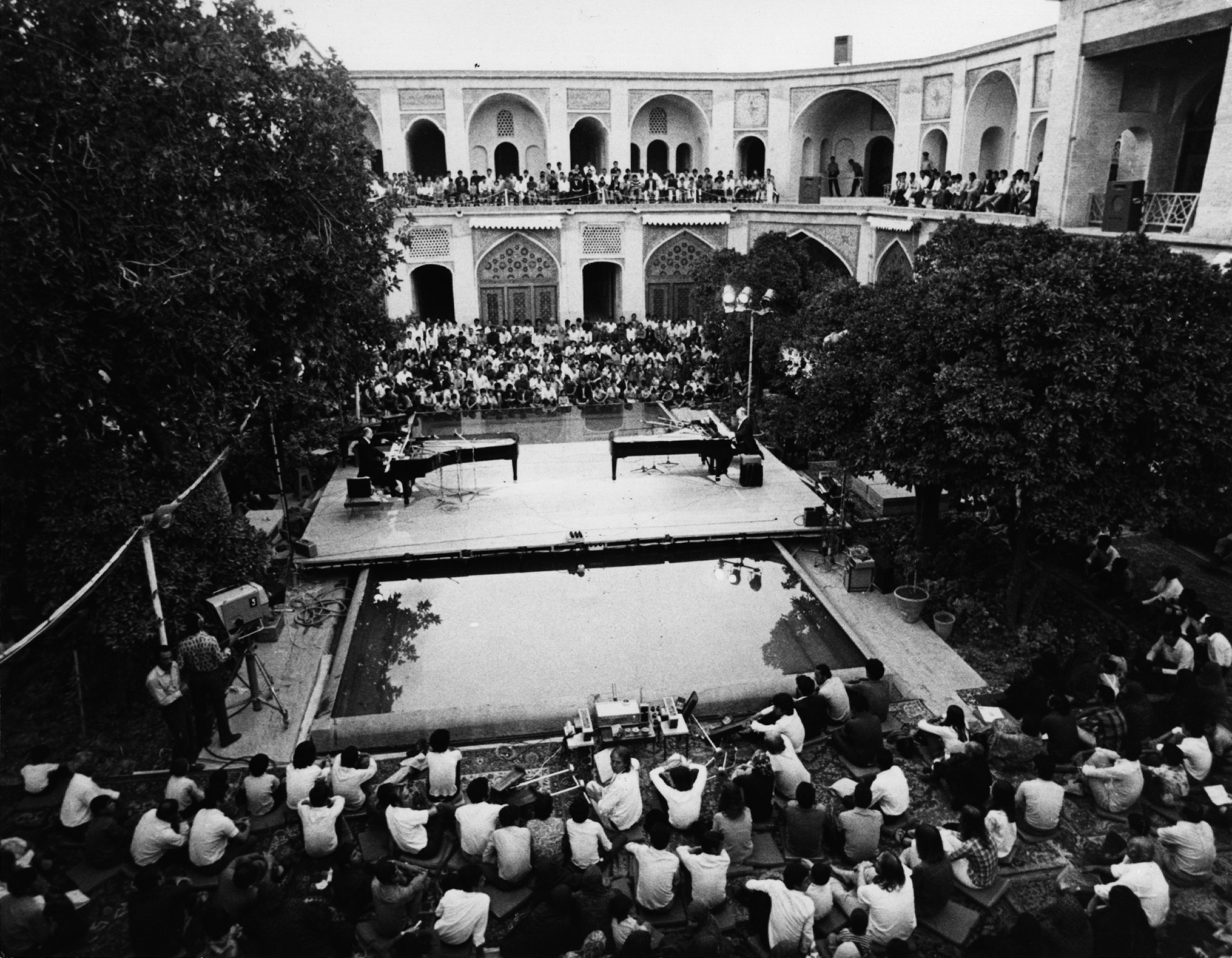
جشن هنر شیراز 1972

در جشن هنر ششم که در سال ۱۳۵۱ برگزار شد، روزها و شب‌ها یکسان از بامدادی به بامداد دیگر می‌پیوست. کارل هاینس اشتوک هاوزن به همراهی گروه جنتل فایر، گروه اینترمادولیشن و گروه آواز کلن کارهایی چون مانترا، و دیگر قطعاتی با پیانو اجرا کردند. میکروفونی یک، اشپیرال، تله موزیک کنتاکت، اشپکترن، اشتیمونگ، گزانگ در یونگ، لینکه زوکلوس ، کمونیکاسیون، گروپن و کاره … نیز با پیانو نواخته شد.
کنسرت پایانی اشتوک هاوزن در هوای آزاد اجرا شد و بیش از هشت هزار نفر برای گوش دادن به اینتنسی تت اشترن کلانک به کنسرت هجوم آوردند؛ استقبالی که او هیچ‌گاه در کنسرت‌هایش ندید.
گروه کاتاکالی از هندوستان با اجرای رستم و سهراب، گروه کارگاه نمایش به کارگردانی آربی آوانسیان با اجرای ناگهان کار عباس نعلبندیان، گروه باله مرس کانینگهام با نخستین اجرای جهانی رویداد تخت جمشید، جان کیج، دیوید تودور، گوردون موما، شانتا رائو و استادان موسیقی ایرانی، دیگر هنرمندان و گروه‌هایی بودند که در ششمین جشن هنر شرکت داشتند،

## نهمین جشن هنر
نهمین جشن هنر در سال ۱۳۵۴ برگزار شد. در این سال گروهی از ژاپن با دو اجرای نو (تئاتر) در این فستیوال شرکت کرد. این یک رویداد فرهنگی بود زیرا تا بدان روز تئاتر اصیل «نو» در خارج از ژاپن اجرا نشده بود.

## دهمین جشن هنر
در دهمین جشن هنر شیراز، که در سال ۱۳۵۵ برگزار شد تعزیه یه عنوان نمایش سنتی دوباره زنده شد. در این جشن نمایشگاهی از وسایل مورد استفاده در تعزیه در حسینیه قوام شیراز بر پا شد که در آن نمایشگاهی نیز به عکس‌های مربوط به تعزیه و نور و صدا برای شناخت تعزیه به تماشا گذاشته شد. حسینیه قوام در خیابان لطفعلی‌خان، گود عرب‌ها، نوسازی و بازسازی شده بود.
دو گروه از شیراز و سپاهان با رقابت زیادی بین تکیه‌داران دو شهر، در تهیه وسایل قدیمی‌تر و بهتر در نمایشگاه نقش ویژه‌ای داشتند.

## یازدهمین جشن هنر
یازدهمین و آخرین جشن هنر در سال ۱۳۵۶ با تکیه بر تئاتر برگزار شد. در این سال طولانی‌ترین نمایش تئاتر جهان به نام کوهستان کا توسط رابرت ویلسون کارگردان و نویسنده تئاتر تجربی آمریکایی در شیراز ارائه شد؛ نمایشی با دریافتی عرفانی از زمان، مکان و زندگی که بدون وقفه ۱۶۴ ساعت (هفت شبانه روز) به درازا کشید. بیش از ۴۷ بازیگر هفت روز پی در پی در صحنه بازی کردند. صحنه نمایش سیار بود و از پشت محله‌ای به‌نام باغ تکیه هفت تنان در دامنه کوه چهل مقام آغاز می‌شد و بالا و بالا می‌رفت. در شیب این کوه سکوئی ساده با داربست برای اجرای صحنه هائی گوناگون، از جمله خواندن داستان موبی دیک، ساخته شده بود و نیز جایگاهی برای سیصد و پنجاه تن تماشاچی، مردم در ساعت‌های گوناگون شبانه روز می‌توانستند شریک نمایش‌ باشند.
گروه سکوات از مجارستان  نمایشِ خوک، بچه، آتش! را در یک نمایشگاه اتومبیل و در پیاده رو اجرا کرد.  نمایش اعتراضی است به ظلم حاکمین و قدرتمندان و برگرفته شده از  داستان «قتل عام بیگناهان» در انجیل متی. در آن هرودیاس پادشاه رومی فلسطین برای از میان برداشتن عیسی مسیح، نوزادی که پیش بینی شده او را سرنگون خواهد کرد، فرمان می‌دهد سربازهایش همه پسرها بچه های کمتر از دوسال را در بیت لحم بکشند.  در یک صحنه سربازی ملبس به یونیفورم و پالتو ی نظامی و چکمه های تا زیر زانو بازوهایش را از پشت به دور کمر بازیگر زنی آبستن که پیراهنی آستین بلند و دامن تا مچ پا به تن دارد حلقه می کند و به نشان تجاوز با هم خم و راست می شوند. شایعه دروغی به سرعت پخش شد که دو بازیگر آن صحنه عریان بوده اند و جنجالِ فراوان برانگیخت. ایرج زهری منتقد تئاتر که خود جزو تماشاگران بود و اجرا را قبلا در فستیوال نانسی نیز دیده بود در کتاب خاطراتش «یادها و بودها» نوشت «این یک بازی بود، یک سمبل، و نه خود تجاوز! دینکاران شیرازی این نشانه و تعبیر نمایش گونه در این صحنه را «عمل منافی عفت» گفتند و غوغا کردند.»

## اثر بر هنر نوگرای ایران
جشنواره شیراز به دلیل بازکردن فضای ارتباط میان هنرمندان ایرانی و جهانی، باعث رشد جریان آوانگارد در هنر معاصر ایران شد. بازگشت به ریشه‌های تمدنی کهن (تخت جمشید)، در محیط فکری نوگرا، جامعه هنری ایران را با چهره‌ای جدید از هنر مدرن آشنا کرد. برخورد با تجربه‌های نوین، دَمی تازه در فضای هنری ایران بود که به باور برگزارکنندگان جشنواره، برای پیشبرد و تغییر فضای هنری کشور با اهمیت به‌شمار می‌رفت. به گفته فرح پهلوی، هدف جشنواره گسترش پارامترهای نگری، تجربی، و نوشتاری بود.
در عین حال، جشنواره محیط مناسبی برای طبقه متوسط و پایین کشور بود تا با هنر نوین و بین‌المللی آشنا شوند؛ رضا عبده، سوسن دیهیم، شهره آغداشلو، و آتیلا پسیانی معدود نام‌هایی از جمله خیل بی‌شمار تأثیر پذیرفته از این جشنواره هستند. در طول جشنواره، هنرمندان عرصه تئاتر، آثار متفاوتی در  تئاتر ایران پدیدآوردند و شخصیت‌های هنری چندی، همچون پرویز صیاد، عباس نعلبندیان، عزت‌الله انتظامی، بهرام بیضایی و علی نصیریان به ارائه آفرینش‌های خود پرداختند. جشنواره فضای مناسبی برای آشکار ساختن استعدادهای فیلم‌سازان و بازیگران نوگرای ایرانی، همچون پرویز کیمیاوی، ناصر تقوایی، فریدون رهنما، داریوش مهرجویی، و آربی اوانسیان بود. برخورد این فیلم‌سازان با کسانی چون یاسوجیرو ازو، اینگمار برگمان، لوئیس بونوئل، ساتیاجیت رای، و دیگران، آغازگر معرفی سینمای ایران به جامعه جهانی بود.

## پایان‌یابی جشن هنر
«هر روز توی این مملکت مهمانی و جشن هنر راه می‌انداختند، فستیوال سینمایی، سرگرمی‌های مضحک!»
غلامحسین ساعدی در نکوهش سبک زندگی در دوران حکومت پهلوی.

دوازدهم جشن هنر شیراز بنا بود روز ۱۲ شهریور ۱۳۵۷ پس از پایان ماه رمضان آغاز شود، لیکن با در نظر گرفتن شدت روزافزون تظاهرات خیابانی و خطر برخورد آنها با شرکت کنندگان در جشنواره مسئولان مصلحت را در توقف جشن هنر دیدند. در کل، بزرگ ترین مخالفان جشن هنر سه گروه بودند: روحانیون شیعه که هنرهای نمایشی و حضور زن در صحنه را خلاف عرف می دیدند؛ چپی های جزمی به دلیل تضاد ایدئولوژی خود با دیدگاه آزادی خواهانه (لیبرال) جشن هنر و نقش فرح پهلوی در برگزاری آن؛ و ساواک به دلیل مخالفتش با آزادی بیان و نداشتن کنترل روی برنامه ریزی.
سید علی خامنه‌ای، رهبر جمهوری اسلامی، در یک سخنرانی عمومی به تاریخ ۲ آبان ۱۴۰۳‌، برگزاری جشن هنر شیراز را در راستای «دین‌زدایی از شیراز و استان فارس» ارزیابی کرد و آن را «سخیف» نامید.

## نمایشگاه و کتاب درباره جشن هنر شیراز
در سال ۱۳۸۲ (۲۰۰۳) منتقد تئاتر ایرج زهری (۱۳۱۱-۱۳۹۱) خاطراتش از جشن هنر را در کتاب یادها و بودها (تهران: انتشارات معین) چاپ کرد. 
در سال‌های ۲۰۱۴ و ۲۰۱۵ ولی محلوجی نمایشگاهی شامل تصاویر، پوسترها و بروشورهایی از جشن هنر شیراز در پاریس برگزار کرد و بعدها آن را همراه با سخن رانی در انگلستان، ایتالیا و آمریکا نیز به نمایش گذاشت.
در سال ۲۰۲۵ مهستی افشار کتاب جشن هنر شیراز را که گزارش کاملی است از سازمان جشن هنر و برنامه های آن به چاپ رساند (واشنگتن: انتشارات میج). او در گفتگویی با بی.بی.سی، ادعاهای مطرح شده درباره برهنه شدن دو بازیگر مجارستانی در جشن هنر یازدهم را «دروغ محض» خواند.

## نگارخانه

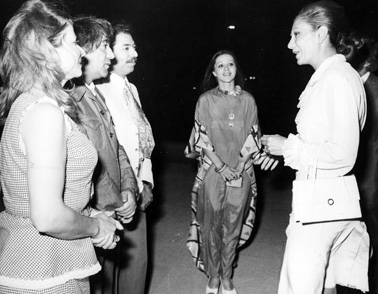
شهبانو فرح پهلوی در حال گفتگو با فرزانه تأییدی، علی نصیریان، عزت‌الله انتظامی و مهین شهابی
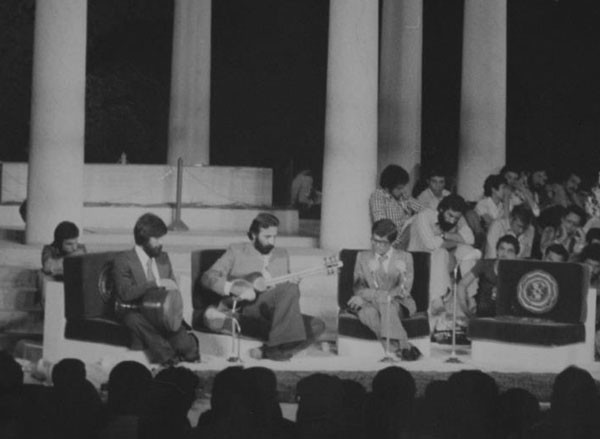
اجرای برنامه توسط محمدرضا شجریان، محمدرضا لطفی و ناصر فرهنگ‌فر در جشنوارهٔ موسیقی جشن هنر شیراز سال ۱۳۵۴
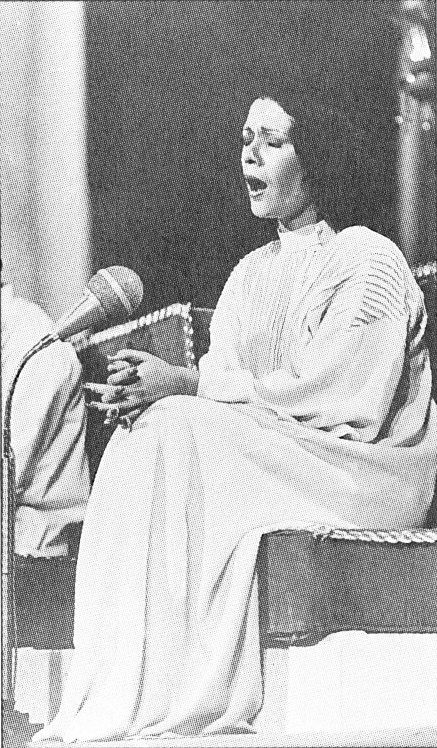
پریسا در نخستین برنامه جشن هنر شیراز
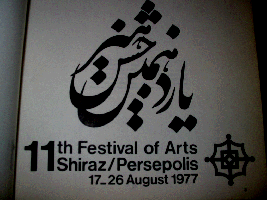
برنامه جشن هنر شیراز، ۱۹۷۷
- رام نارایان در جشن هنر ۱۹۷۰
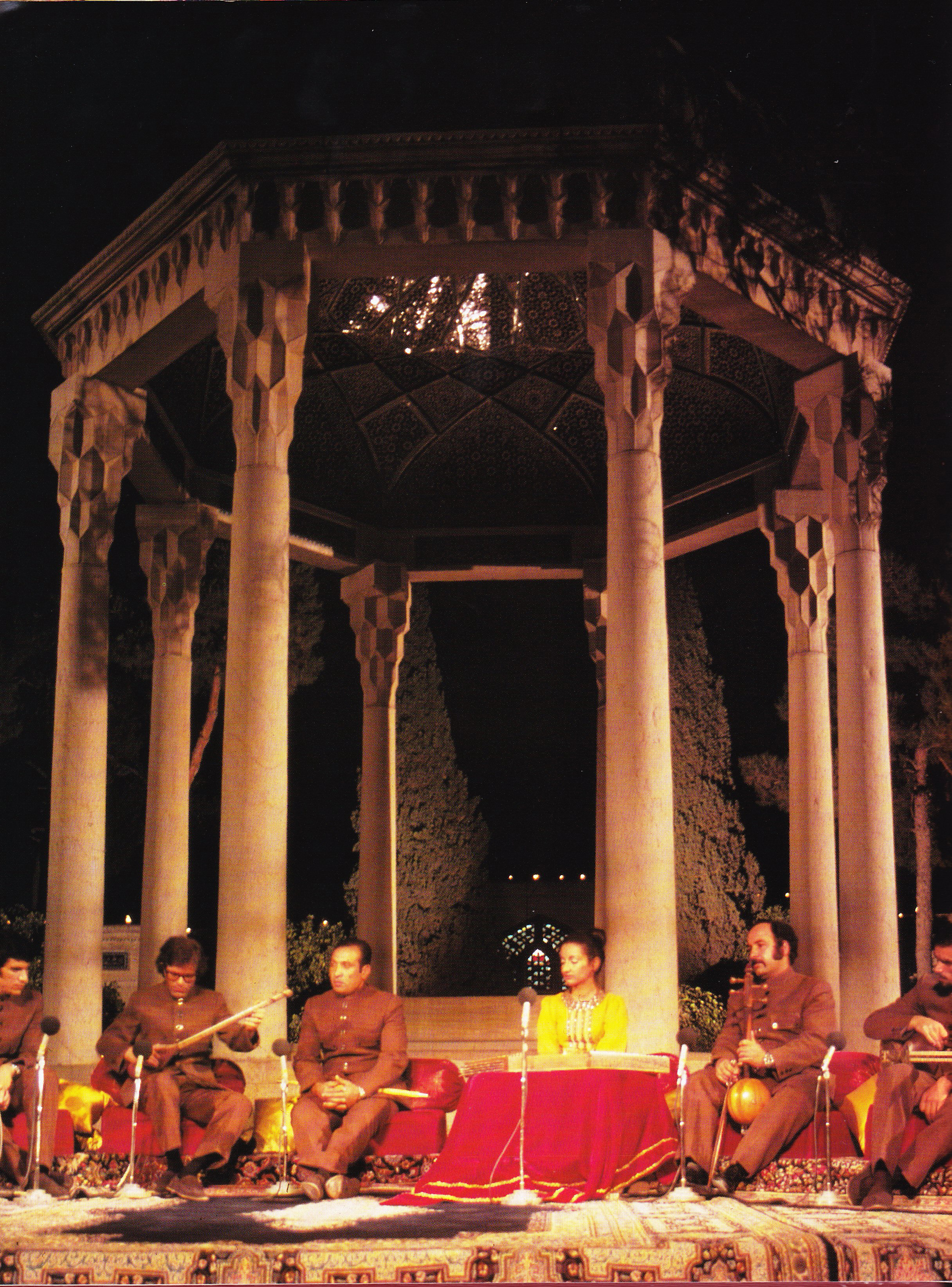
جلال ذوالفنون در حال نواختن سه تار در جشن هنر شیراز در حافظیه
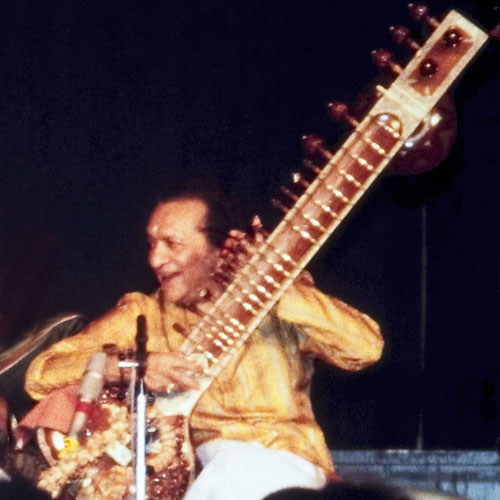
راوی شانکار در جشن هنر شیراز